# ۱۰۶ (عدد)
۱۰۶ (عدد)
۱۰۶(صد و شش) یک عدد طبیعی است که بعد از ۱۰۵ و قبل از ۱۰۷ قرار دارد.